# Gesellschaft für Naturschutz und Ornithologie Rheinland-Pfalz
Die Gesellschaft für Naturschutz und Ornithologie e. V. (GNOR) ist eine Naturschutzorganisation in Rheinland-Pfalz. Die GNOR wurde am 12. März 1977 in Bad Münster am Stein gegründet und widmet sich seitdem als gemeinnütziger Verein dem Naturschutz im Bundesland Rheinland-Pfalz. Die naturschutzfachlichen Arbeiten richten sich nach den Forderungen von Naturschutz und Landschaftspflege im Rahmen des Bundesnaturschutzgesetzes und des Landesnaturschutzgesetzes von Rheinland-Pfalz. Die GNOR ist Mitglied im Deutschen Naturschutzring.

## Leitbild und Arbeitsschwerpunkte
Die Mitglieder der GNOR sammeln Wissen über die Vielfalt der Tiere und Pflanzen von Rheinland-Pfalz. Darauf aufbauend werden Naturschutzprojekte initiiert. In Zusammenarbeit mit Universitäten, Verbänden, Museen und Institutionen mit ähnlichen Zielsetzungen verfolgt die GNOR folgende Aufgaben:
- den nachhaltigen Schutz und die Förderderung der Tier- und Pflanzenarten sowie deren Lebensräume in Rheinland-Pfalz
- Dokumentation der Verbreitung und Bestandsentwicklung der Tier- und Pflanzenwelt von Rheinland-Pfalz
- Mitwirken bei der Aufstellung landesweiter Naturschutzziele
- Veröffentlichung von Wissen und den daraus resultierenden Erkenntnisse
- Stärken des Bewusstsein, dass Naturschutz Bestandteil unserer Gesellschaft ist

Aktuelle Projekte der GNOR sind (Stand Februar 2025):
- Vogelmonitoring häufiger und seltener Brutvögel einschließlich Kormoran-Monitoring
- Kiebitz-Projekt
- Fetthennen-Bläuling-Projekt
- Biberzentrum
- Halboffene Weidelandschaft Oberdiebach
- Raubwürger-Projekt
- Atlas deutscher Brutvogelarten
- Orniversität

Folgende Projekte wurden abgeschlossen:
- Moorfrosch-Projekt
- Ameisenbläuling-Projekt
- NaturErlebnisZentrum Wappenschmiede
- Wildkatzen-Projekt
- Halboffene Weidelandschaft Oberes Mittelrheintal
- Amphibien-Projekt
- 1.000 Bäume für den Sand (Pflanzung von Obstbäumen in Dünengebieten und deren Pflege)

Die inhaltlichen Schwerpunkte der GNOR fokussieren sich in den ehrenamtlich geführten Arbeitskreisen. Es gibt Arbeitskreise zu den Themen Ornithologie, Herpetofauna, Schmetterlinge, Bienenfresser, Fledermausschutz Rhein-Lahn, Heuschrecken, Libellen und Mollusken. Darüber hinaus gibt es regional agierende Arbeitskreise, die sich den Aufgaben des Naturschutzes in bestimmten Regionen widmen, wie: Altrhein, Nahetal, Pfalz, Rheinhessen und Westerwald.
Darüber hinaus gibt es regional agierende Arbeitskreise, die sich den Aufgaben des Naturschutzes in bestimmten Regionen widmen, wie:
- Arbeitskreis Mittelrhein
- Arbeitskreis Nahetal
- Arbeitskreis Pfalz
- Arbeitskreis Westerwald

## Stiftung proNATUR
Die GNOR hat 2006 eine zunächst mit 750.000 Euro dotierte Stiftung proNATUR Rheinland-Pfalz ins Leben gerufen. Deren satzungsmäßige Zwecke ist die Erhaltung und Erforschung der vielfältigen Natur in Rheinland-Pfalz, insbesondere durch:
- Veröffentlichung wissenschaftlicher Arbeiten und Informationen über das Vorkommen und die Lebensweise von Fauna und Flora in Rheinland-Pfalz
- Kauf, Pacht und nachhaltige Pflege und Entwicklung von Flächen
- Umweltbildung
- Naturforschung[6]

## Geschäftsstellen und Einrichtungen
Die GNOR unterhält eine Landesgeschäftsstelle in Mainz und eine Geschäftsstelle Süd im Erfweiler. Eine früher unterhaltene Geschäftsstelle Nord musste 2007 aufgegeben werden.

### NaturErlebnisZentrum Wappenschmiede
Die GNOR unterhielt das NEZ Wappenschmiede in Fischbach bei Dahn in der Nähe des Biosphärenhauses. Das NEZ dient der Umweltbildung und -erfahrung vorwiegend von Kindern und Jugendlichen (Schulklassen, Jugendgruppen, Freizeiten usw.) und verfügt auch über Übernachtungsmöglichkeiten. 2024 wurde das Projekt aufgegeben und die Flächen an die Gemeinde Fischbach veräußert.

## Veranstaltungen
Die GNOR führt Veranstaltungen rund um das Thema Naturschutz, Landschaftspflege und Artenvielfalt durch. Fachreferenten und -referentinnen informieren über aktuelle Themen im Naturschutz. Fachtagungen gehören dabei ebenso zum Programm wie Exkursionen zu faunistischen und floristisch Themen.

## Publikationen

### Wissenschaftliche Veröffentlichungen
- Die vereinseigene Zeitschrift Fauna und Flora in Rheinland-Pfalz veröffentlicht Artikel mit floristischen und faunistischen Inhalten – der Bezugsraum ist das Bundesland Rheinland-Pfalz einschließlich der angrenzenden Nachbarregionen. In der Beiheftreihe erscheinen Hefte mit thematischen Schwerpunkten und jährlich ein ornithologischer Jahresbericht.
- In unregelmäßigen Abständen werden Monographien zu einzelnen Tier- und Pflanzengruppen herausgegeben. Beispiele sind hier die Fauna und Flora-Beihefte Die Tagfalter der Pfalz, Die Prachtkäfer in Rheinland-Pfalz und im Saarland und das im Eigenverlag erschienene Buch Die Fledermäuse der Pfalz.[9]
- Anfang 2015 wurde der erste Band des insgesamt vierbändigen Werkes Die Vogelwelt von Rheinland-Pfalz Avifauna (Dietzen, C. et al. 2015) veröffentlicht.[10]

### Vereinsinformationen
Zur Information der GNOR-Mitglieder erscheint seit 1977 das GNOR Rundschreiben bzw. seit 1993 das GNORinfo, in dem Aktivitäten, Hintergrundberichte, Neuerscheinungen, Veranstaltungen und Berichte aus den Arbeitskreisen veröffentlicht werden. GNOR-Mitglieder erhalten das halbjährlich erscheinende Heft kostenlos. Die aktuellen Hefte können als PDF-Datei auf der Website des Vereins eingesehen werden.